# Список призерів командних чемпіонатів світу зі спортивної ходьби (чоловіки)
Цей список включає призерів командних чемпіонатів (до 2016 — Кубків) світу зі спортивної ходьби в чоловічих дисциплінах за всі роки їх проведення.

## Дорослі

### Особиста першість

#### Ходьба 20 км
| Рік  | Золото                             | Срібло                      | Бронза                         |
| ---- | ---------------------------------- | --------------------------- | ------------------------------ |
| 1961 | Кен Метьюз Велика Британія         | Леннарт Бак Швеція          | Джордж Вільямс Велика Британія |
| 1963 | Кен Метьюз Велика Британія         | Пол Нігілл Велика Британія  | Кішш Анталь Угорщина           |
| 1965 | Дітер Лінднер НДР                  | Кішш Анталь Угорщина        | Герхард Шперлінг НДР           |
| 1967 | Микола Смага СРСР                  | Володимир Голубничий СРСР   | Рон Лейрд США                  |
| 1970 | Ганс-Георг Райманн НДР             | Володимир Голубничий СРСР   | Петер Френкель НДР             |
| 1973 | Ганс-Георг Райманн НДР             | Карл-Гайнц Штадтмюллер НДР  | Рон Лейрд США                  |
| 1975 | Карл-Гайнц Штадтмюллер НДР         | Бернд Канненберг ФРН        | Петер Френкель НДР             |
| 1977 | Данієль Баутіста Мексика           | Домінго Колін Мексика       | Карл-Гайнц Штадтмюллер НДР     |
| 1979 | Данієль Баутіста Мексика           | Борис Яковлєв СРСР          | Микола Вінниченко СРСР         |
| 1981 | Ернесто Канто Мексика              | Роланд Візер НДР            | Алессандро Пеццатіні Італія    |
| 1983 | Йозеф Прибилинець Чехословаччина   | Ернесто Канто Мексика       | Анатолій Соломін СРСР          |
| 1985 | Хосе Марін Іспанія                 | Мауріціо Дамілано Італія    | Віктор Мостовик СРСР           |
| 1987 | Карлос Мерсенаріо Мексика          | Віктор Мостовик СРСР        | Анатолій Горшков СРСР          |
| 1989 | Франц Костюкевич СРСР              | Михайло Щенніков СРСР       | Євген Місюля СРСР              |
| 1991 | Михайло Щенніков СРСР              | Ернесто Канто Мексика       | Тьєррі Тутен Франція           |
| 1993 | Данієль Гарсія Мексика             | Валенті Массана Іспанія     | Альберто Крус Мексика          |
| 1995 | Лі Цзевень КНР                     | Михайло Щенніков СРСР       | Бернардо Сегура Мексика        |
| 1997 | Джефферсон Перес Еквадор           | Данієль Гарсія Мексика      | Ілля Марков Росія              |
| 1999 | Бернардо Сегура Мексика            | Юй Гохуей КНР               | Володимир Андреєв Росія        |
| 2002 | Джефферсон Перес Еквадор           | Володимир Андреєв Росія     | Алехандро Лопес Мексика        |
| 2004 | Джефферсон Перес Еквадор           | Роберт Коженьовський Польща | Натан Дікс Австралія           |
| 2006 | Франсіско Хав'єр Фернандес Іспанія | Джефферсон Перес Еквадор    | Хань Юйчен КНР                 |
| 2008 | Франсіско Хав'єр Фернандес Іспанія | Валерій Борчин Росія        | Едер Санчес Мексика            |
| 2010 | Ван Хао КНР                        | Чу Яфей КНР                 | Андрій Кривов Росія            |
| 2012 | Ван Чжень КНР                      | Руслан Дмитренко Україна    | Андрій Рузавін Росія           |
| 2014 | Руслан Дмитренко Україна           | Цай Цзелінь КНР             | Андрій Рузавін Росія           |
| 2016 | Ван Чжень КНР                      | Цай Цзелінь КНР             | Альваро Мартін Іспанія         |
| 2018 | Ікеда Кокі Японія                  | Ван Кайхуа КНР              | Массімо Стано Італія           |

#### Ходьба 50 км
| Рік  | Золото                      | Срібло                       | Бронза                     |
| ---- | --------------------------- | ---------------------------- | -------------------------- |
| 1961 | Абдон Памич Італія          | Дон Томпсон Велика Британія  | Оке Седерлунд Швеція       |
| 1963 | Гаваші Іштван Угорщина      | Рей Міддлтон Велика Британія | Інгвар Петтерссон Швеція   |
| 1965 | Крістоф Гене НДР            | Буркхард Лойшке НДР          | Абдон Памич Італія         |
| 1967 | Крістоф Гене НДР            | Петер Зельцер НДР            | Олександр Щербина СРСР     |
| 1970 | Крістоф Гене НДР            | Веніамін Солдатенко СРСР     | Буркхард Лойшке НДР        |
| 1973 | Бернд Канненберг ФРН        | Отто Барч СРСР               | Крістоф Гене НДР           |
| 1975 | Євген Люнгін СРСР           | Герхард Вайднер ФРН          | Володимир Свєчников СРСР   |
| 1977 | Рауль Гонсалес Мексика      | Педро Ароче Мексика          | Паоло Грекуччі Італія      |
| 1979 | Мартін Бермудес Мексика     | Енріке Вера Мексика          | Віктор Доровських СРСР     |
| 1981 | Рауль Гонсалес Мексика      | Гартвіґ Ґаудер НДР           | Сандро Беллуччі Італія     |
| 1983 | Рауль Гонсалес Мексика      | Сергій Юнг СРСР              | Віктор Доровських СРСР     |
| 1985 | Гартвіґ Ґаудер НДР          | Андрій Перлов СРСР           | Аксель Ноак НДР            |
| 1987 | Рональд Вайгель НДР         | Гартвіґ Ґаудер НДР           | Дітмар Майш НДР            |
| 1989 | Саймон Бейкер Австралія     | Андрій Перлов СРСР           | Станіслав Вежель СРСР      |
| 1991 | Карлос Мерсенаріо Мексика   | Саймон Бейкер Австралія      | Рональд Вайгель НДР        |
| 1993 | Карлос Мерсенаріо Мексика   | Хесус Анхель Гарсія Іспанія  | Херман Санчес Мексика      |
| 1995 | Чжао Юншень КНР             | Хесус Анхель Гарсія Іспанія  | Валентин Кононен Фінляндія |
| 1997 | Хесус Анхель Гарсія Іспанія | Олег Ішуткін Росія           | Валентин Кононен Фінляндія |
| 1999 | Сергій Корепанов Казахстан  | Томаш Липець Польща          | Микола Матюхін Росія       |
| 2002 | Олексій Воєводін Росія      | Герман Скуригін Росія        | Томаш Липець Польща        |
| 2004 | Олексій Воєводін Росія      | Юй Чаохун КНР                | Юрій Андронов Росія        |
| 2006 | Денис Нижегородов Росія     | Тронд Нюмарк Норвегія        | Юрій Андронов Росія        |
| 2008 | Денис Нижегородов Росія     | Алекс Швацер Італія          | Тронд Нюмарк Норвегія      |
| 2010 | Матей Тот Словаччина        | Орасіо Нава Мексика          | Джеред Теллент Австралія   |
| 2012 | Джеред Теллент Австралія    | Си Тяньфен КНР               | Крістофер Лінке Німеччина  |
| 2014 | Іван Носков Росія           | Джеред Теллент Австралія     | Олексій Казанін Україна    |
| 2016 | Джеред Теллент Австралія    | Ігор Главан Україна          | Марко де Лука Італія       |
| 2018 | Араї Хіроокі Японія         | Кацукі Гаято Японія          | Маруо Сатосі Японія        |

### Командна першість
Упродовж 1961—1997 командна першість у чоловіків визначалась на підставі загальних виступів у двох дисциплінах ходьби (20 і 50 км) з врученням країні-переможниці Трофею Лугано (англ. Lugano Trophy).
Командна першість на дистанціях 20 та 50 км почала визначатись з 1993 року.

#### Трофей Лугано (ходьба 20+50 км)
| Рік  | Золото | Срібло | Бронза |
| ---- | --- | --- | --- |
| 1961 | Велика Британія Кен Метьюз Джордж Вільямс Роберт Кларк Дон Томпсон Рей Міддлтон Чарльз Фогг                                                                                                 | Швеція Леннарт Бак Йон Люнгрен Ерік Седерлунд Оке Седерлунд Інгвар Грін Еверт Леонардссон | Італія Джузеппе Дордоні Джанні Корсаро Стефано Серкінич Абдон Памич Луїджі де Россо Антоніо де Гаетано                                                                                 |
| 1963 | Велика Британія Кен Метьюз Пол Нігілл Джон Еджінгтон Рей Міддлтон Рональд Воллворк Чарльз Фогг                                                                                              | Угорщина Кішш Анталь Дері Іштван Балайча Тібор Хаваші Іштван Теш Ференц Дінес Бела | Швеція Ерік Седерлунд Йон Люнгрен Леннарт Бак Інгвар Петтерссон Рой Сюверсон Стіг Ліндберг                                                                                             |
| 1965 | НДР Дітер Лінднер Герхард Шперлінг Ганс-Йоахім Патус Крістоф Гене Буркхард Лойшке Курт Заковські                                                                                            | Велика Британія Пітер Фулладжер Рональд Воллворк Малкольм Толлі Дон Томпсон Рей Міддлтон Чарльз Фогг                                                                                           | Угорщина Кішш Анталь Дері Іштван Дальматі Янош Хаваші Іштван Дінес Бела Теш Ференц |
| 1967 | НДР Герхард Шперлінг Петер Френкель Ганс-Йоахім Патус Крістоф Гене Петер Зельцер Курт Заковські                                                                                             | СРСР Микола Смага Володимир Голубничий Геннадій Солодов Олександр Щербина Сергій Бондаренко Ігор Делла-Росса                                                                                   | Велика Британія Пітер Фулладжер Джон Вебб Рональд Воллворк Дон Томпсон Рей Міддлтон Шон Лайтмен                                                                                        |
| 1970 | НДР Ганс-Георг Райманн Петер Френкель Крістоф Гене Буркхард Лойшке Герхард Шперлінг Зігфрід Цшигнер Петер Зельцер Вінфрід Скотницькі                                                        | СРСР Володимир Голубничий Микола Смага Веніамін Солдатенко Євген Люнгін Геннадій Агапов Отто Барч                                                                                              | ФРН Вільфрід Веш Бернхард Нермеріх Герберт Маєр Горст-Рюдігер Магнор Гайнц Майр Герд Шут Бернд Канненберг Герхард Вайднер                                                              |
| 1973 | НДР Ганс-Георг Райманн Карл-Гайнц Штадтмюллер Крістоф Гене Петер Зельцер Петер Френкель Зігфрід Цшигнер Вінфрід Скотницькі Маттіас Крель                                                    | СРСР Микола Смага Євген Івченко Отто Барч Веніамін Солдатенко Володимир Резаєв Анатолій Соломін Сергій Бондаренко Володимир Свєчников                                                          | Італія Армандо Дзамбальдо Паскуале Буска Вітторіо Візіні Розаріо Валоре Абдон Памич Роберто Буччоне Доменіко Карпентьєрі Франко Веккьйо                                                |
| 1975 | СРСР Отто Барч Олексій Троїцький Євген Люнгін Володимир Свєчников Євген Івченко Михайло Алексеєв Веніамін Солдатенко                                                                        | НДР Карл-Гайнц Штадтмюллер Петер Френкель Вернер Галіна Олаф Піларські Ганс-Георг Райманн Гартвіґ Ґаудер Ральф Кнюттер Маттіас Крель                                                           | ФРН Бернд Канненберг Гайнц Майр Герхард Вайднер Гайнріх Шуберт Бернхард Шмідт Гельмут Штольте Ганс Біндер Ганс Михальскі                                                               |
| 1977 | Мексика Данієль Баутіста Домінго Колін Маркос Кастро Рауль Гонсалес Педро Ароче Мартін Бермудес Анхель Флорес Енріке Вера                                                                   | НДР Карл-Гайнц Штадтмюллер Роланд Візер Гартвіґ Ґаудер Ральф Кнюттер Штеффен Мюллер Горст Матерн Вернер Гаєр Маріо Кербер                                                                      | Італія Мауріціо Дамілано Армандо Дзамбальдо Роберто Буччоне Паоло Грекуччі Франко Веккьйо Розаріо Валоре Алессандро Беллуччі Джанкарло Лізі                                            |
| 1979 | Мексика Данієль Баутіста Ернесто Канто Фелікс Гомес Мартін Бермудес Енріке Вера Рауль Гонсалес Антоніо Каррера Педро Ароче                                                                  | СРСР Борис Яковлєв Микола Вінниченко Анатолій Соломін Віктор Доровських В'ячеслав Фурсов Петро Мельник Петро Поченчук Отто Барч                                                                | НДР Гартвіґ Ґаудер Роланд Візер Рональд Вайгель Дітмар Майш Маттіас Крель Горст Матерн Фред Шпарман Штеффен Мюллер                                                                     |
| 1981 | Італія Алессандро Пеццатіні Мауріціо Дамілано Карло Маттіолі Алессандро Беллуччі Джакомо Поджі Доменіко Карпентьєрі Джорджо Дамілано Паоло Грекуччі                                         | СРСР Євген Євсюков Анатолій Соломін Петро Поченчук Валерій Сунцов Віктор Доровських Віктор Гродовчук Микола Вінниченко В'ячеслав Фурсов                                                        | Мексика Ернесто Канто Едуардо Лінарес Марселіно Колін Рауль Гонсалес Артуро Браво Мартін Бермудес Фелікс Гомес Енріке Вера                                                             |
| 1983 | СРСР Анатолій Соломін Євген Євсюков Анатолій Горшков Сергій Юнг Віктор Доровських Сергій Цимбалюк Сергій Процишин Іван Тихонов                                                              | Італія Мауріціо Дамілано Карло Маттіолі Джорджо Дамілано Паоло Грекуччі Паоло Гедіна Джакомо Поджі Алессандро Пеццатіні Алессандро Беллуччі                                                    | Мексика Ернесто Канто Марселіно Колін Фелікс Гомес Рауль Гонсалес Артуро Браво Енріке Вера Мартін Бермудес Педро Ароче                                                                 |
| 1985 | НДР Роланд Візер Вернер Гаєр Ральф Ковальські Гартвіґ Ґаудер Аксель Ноак Дітмар Майш Андрей Рубарт Торстен Гафтенмайстер                                                                    | СРСР Віктор Мостовик Сергій Процишин Микола Полозов Андрій Перлов Валерій Сунцов Веніамін Ніколаєв Анатолій Горшков                                                                            | Італія Мауріціо Дамілано Карло Маттіолі Алессандро Пеццатіні Алессандро Беллуччі Раффаелло Дучческі Массімо Квіріконі Вальтер Арена Джорджо Дамілано                                   |
| 1987 | СРСР Віктор Мостовик Анатолій Горшков Валдас Казлаускас В'ячеслав Іваненко Валерій Сунцов Андрій Перлов Франц Костюкевич Олександр Поташов                                                  | Італія Мауріціо Дамілано Вальтер Арена Карло Маттіолі Алессандро Беллуччі Раффаелло Дучческі Джакомо Поджі Джорджо Дамілано Алессандро Пеццатіні П'єр-Луїджі Фьйорелла                         | НДР Аксель Ноак Роланд Візер Торстен Гафтенмайстер Рональд Вайгель Гартвіґ Ґаудер Дітмар Майш Андрей Рубарт Бернд Гуммельт                                                             |
| 1989 | СРСР Франц Костюкевич Михайло Щенніков Євген Місюля Андрій Перлов Станіслав Вежель Олександр Поташов Віктор Мостовик Валдас Казлаускас Віталій Попович Віталій Мацко                        | Італія Мауріціо Дамілано Вальтер Арена Джованні де Бенедіктіс Алессандро Беллуччі Джузеппе де Гаетано Массімо Квіріконі Карло Маттіолі Серджіо Спаньюло Раффаелло Дучческі Джованні Перрічеллі | Франція Жан-Клод Корр Тьєррі Тутен Фабріс Делафорж Мартьяль Фессельє Дені Терра Рене Пієр Крістоф Кузен Жан-Олів'є Броссо Тьєррі Нюттен Ален Лемерсьє                                  |
| 1991 | Італія Джованні де Бенедіктіс Вальтер Арена Мауріціо Дамілано Джованні Перрічеллі Джузеппе де Гаетано Алессандро Беллуччі Серджіо Спаньюло Артуро ді Мецца Массімо Квіріконі Карло Маттіолі | Німеччина Аксель Ноак Роберт Ілі Ральф Вайзе Рональд Вайгель Бернд Гуммельт Гартвіґ Ґаудер Олаф Мельднер Дан Бауер Торстен Трампелі Александр Пройше                                           | Мексика Ернесто Канто Хоель Санчес Бернардо Сегура Карлос Мерсенаріо Мігель Родрігес Мартін Бермудес Віктор Санчес Ігнасіо Самудіо Херман Санчес Ернан Андраде                         |
| 1993 | Мексика Данієль Гарсія Альберто Крус Ігнасіо Самудіо Карлос Мерсенаріо Херман Санчес Мігель Родрігес Хосе Хуан Санчес Рубен Арікадо Мартін Бермудес Мігель Соліс                            | Іспанія Валенті Массана Данієль Пласа Фернандо Васкес Хесус Анхель Гарсія Басіліо Лабрадор Хосе Марін Рафаель Мартін Андрес Марін Хайме Барросо                                                | Італія Джованні де Бенедіктіс Джованні Перрічеллі Вальтер Арена Джузеппе де Гаетано Массімо Квіріконі Паоло Б'янкі Артуро ді Мецца Серджіо Спаньюло Джакомо Чимаррусті Бруно Пеноккьйо |
| 1995 | Мексика Бернардо Сегура Данієль Гарсія Алехандро Лопес Мігель Родрігес Карлос Мерсенаріо Херман Санчес Мігель Соліс Шадат Мендоса Філберто Пантоха Мартін Бермудес                          | Італія Мікеле Дідоні Вальтер Арена Енріко Ланг Джованні де Бенедіктіс Паоло Б'янкі Джузеппе де Гаетано Джованні Перрічеллі Артуро ді Мецца Патріціо Паркезепе Алессандро Містретта             | КНР Лі Цзевень Чень Шаого Бо Лінтан Чжао Юншен Вей Хань Цзяо Баочжун Лі Мінцай Ян Цзюнь Чжоу Юншен Цзинь Гохун                                                                         |
| 1997 | Росія Ілля Марков Рішат Шафіков Михайло Щенніков Олег Ішуткін Микола Матюхін Андрій Плотников Володимир Андреєв Андрій Макаров Олег Меркулов Герман Скуригін                                | Мексика Данієль Гарсія Хоель Санчес Омар Сепеда Мігель Родрігес Херман Санчес Рубен Арікадо Алехандро Лопес Бернардо Сегура Франсіско Пантоха Ігнасіо Самудіо                                  | Білорусь Євген Місюля Артур Мелешкевич Михайло Хмельницький Віктор Гинько Дмитро Савайтан Олексій Новиков Юрій Куко Віталій Гордей Антон Троцький                                      |

#### Ходьба 20 км
| Рік  | Золото | Срібло | Бронза                                                                                        |
| ---- | --- | --- | --------------------------------------------------------------------------------------------- |
| 1993 | Мексика Данієль Гарсія Альберто Крус Ігнасіо Самудіо Хосе Хуан Санчес Рубен Арікадо                          | Італія Джованні де Бенедіктіс Джованні Перрічеллі Вальтер Арена Артуро ді Мецца Серджіо Спаньюло             | Іспанія Валенті Массана Данієль Пласа Фернандо Васкес Рафаель Мартін                          |
| 1995 | КНР Лі Цзевень Чень Шаого Бо Лінтан Лі Мінцай Ян Цзюнь                                                       | Італія Мікеле Дідоні Вальтер Арена Енріко Ланг Джованні Перрічеллі Артуро ді Мецца                           | Мексика Бернардо Сегура Данієль Лопес Алехандро Лопес Мігель Соліс Шадат Мендоса              |
| 1997 | Росія Ілля Марков Рішат Шафіков Михайло Щенніков Володимир Андреєв Андрій Макаров                            | Білорусь Євген Місюля Артур Мелешкевич Михайло Хмельницький Юрій Куко                                        | Мексика Данієль Гарсія Хоель Санчес Омар Сепеда Алехандро Лопес Бернардо Сегура               |
| 1999 | Росія Володимир Андреєв Ілля Марков Дмитро Єсипчук Олексій Кронін Рішат Шафіков                              | Мексика Бернардо Сегура Данієль Гарсія Алехандро Лопес Маріо Іван Флорес Рохеліо Санчес                      | КНР Юй Гохуей Лю Юньфен Юй Чаохун Лі Цзевень Ці Цзюнь                                         |
| 2002 | Росія Володимир Андреєв Андрій Стадничук Семен Ловкін Віктор Бураєв Роман Рассказов                          | Білорусь Євген Місюля Артур Мелешкевич Іван Троцький Олександр Кузьмін                                       | Італія Алессандро Ганделліні Лоренцо Чиваллеро Марко Джунджі Енріко Ланг Альфіо Корсаро       |
| 2004 | КНР Хань Юйчен Лю Юньфен Сюй Сінде Чжу Хунцзюнь Лю Дашань                                                    | Еквадор Джефферсон Перес Роландо Сакіпай Хав'єр Морено Фаусто Кінде Андрес Чочо                              | Італія Івано Бруньєтті Алессандро Ганделліні Марко Джунджі Лоренцо Чиваллеро Мікеле Дідоні    |
| 2006 | Іспанія Франсіско Хав'єр Фернандес Хуан Мануель Моліна Бенхамін Санчес Хосе Ігнасіо Діас Хосе Давід Домінгес | Австралія Натан Дікс Джеред Теллент Люк Адамс Адам Руттер Двейн Казінс                                       | Росія Сергій Бакулін Віктор Бураєв Дмитро Єсипчук Степан Юдін Ігор Єрохін                     |
| 2008 | Росія Валерій Борчин Ілля Марков Андрій Кривов Сергій Бакулін                                                | Іспанія Франсіско Хав'єр Фернандес Хуан Мануель Моліна Бенхамін Санчес Мігель Анхель Лопес Франсіско Арсілья | Австралія Люк Адамс Джеред Теллент Кріс Еріксон Адам Руттер                                   |
| 2010 | КНР Ван Хао Чу Яфей Чень Дін Ван Чжень Лі Цзяньбо                                                            | Росія Андрій Кривов Сергій Бакулін Денис Стрєлков Андрій Рузавін                                             | Мексика Едер Санчес Педро Данієль Гомес Клаудіо Ерасмо Варгас Джованні Торрес Бернардо Сегура |
| 2012 | КНР Ван Чжень Чень Дін Чжао Ці Ван Хао Цай Цзелінь                                                           | Україна Руслан Дмитренко Назар Коваленко Іван Лосев Ігор Лященко Андрій Ковенко                              | Австралія Кріс Еріксон Адам Руттер Люк Адамс Дейн Берд-Сміт Рідьян Коулі                      |
| 2014 | Україна Руслан Дмитренко Ігор Главан Назар Коваленко Іван Лосев Ігор Лященко                                 | КНР Цай Цзелінь Ван Чжень Чень Дін Юй Вей Бянь Тунда                                                         | Японія Судзукі Юсуке Такахасі Ейкі Сайто Такумі Фудзісава Ісаму Моріока Койтіро               |
| 2016 | КНР Ван Чжень Цай Цзелінь Ван Кайхуа Лі Тяньлей Чень Дін                                                     | Канада Бенджамін Торн Іньякі Гомес Еван Данфі Матьє Білодо                                                   | Еквадор Андрес Чочо Маурісіо Артеага Браян Пінтадо Хорді Хіменес                              |
| 2018 | Японія Ікеда Кокі Яманісі Тосікадзу Фудзісава Ісаму Такахасі Ейкі Мацунага Дайсуке                           | Італія Массімо Стано Франческо Фортунато Джорджо Рубіно                                                      | КНР Ван Кайхуа Цзинь Сянцянь Ню Веньчао Гао Інчао                                             |

#### Ходьба 50 км
| Рік  | Золото | Срібло                                                                                       | Бронза                                                                                               |
| ---- | --- | -------------------------------------------------------------------------------------------- | --- |
| 1993 | Мексика Карлос Мерсенаріо Херман Санчес Мігель Родрігес Мартін Бермудес Мігель Соліс                      | Іспанія Хесус Анхель Гарсія Басіліо Лабрадор Хосе Марін Андрес Марін Хайме Барросо           | Франція Жан-Клод Корр Рене Пієр Тьєррі Тутен Ален Лемерсьє Паскаль Кіффер                            |
| 1995 | Мексика Мігель Родрігес Карлос Мерсенаріо Херман Санчес Філберто Пантоха Мартін Бермудес                  | Росія Валерій Спіцин Олексій Воєводін Микола Матюхін Герман Скуригін Андрій Плотников        | Іспанія Хесус Анхель Гарсія Хайме Барросо Андрес Марін Басіліо Лабрадор Фаустіно Руїс                |
| 1997 | Росія Олег Ішуткін Микола Матюхін Андрій Плотников Олег Меркулов Герман Скуригін                          | Словаччина Роман Мразек Штефан Малик Петер Тихий Петер Корчок Петер Малик                    | Іспанія Хесус Анхель Гарсія Сантьяго Перес Хайме Барросо Хосе Мануель Родрігес Мікель Одріосола      |
| 1999 | Росія Микола Матюхін Герман Скуригін Євген Шмалюк Олексій Воєводін Андрій Плотников                       | Іспанія Хесус Анхель Гарсія Валенті Массана Сантьяго Перес Басіліо Лабрадор Мікель Одріосола | Німеччина Деніс Траутманн Роберт Ілі Деніс Франке Томас Вальштаб Аксель Ноак                         |
| 2002 | Росія Олексій Воєводін Герман Скуригін Микола Матюхін Степан Юдін Володимир Потьомін                      | Франція Дені Ланглуа Едді Ріва Паскаль Серванті Давід Буланже Рене Пієр                      | КНР Ван Іньхан Ма Хуньє Мао Сіньлі Бай Ляньшен Хань Цян                                              |
| 2004 | Росія Олексій Воєводін Юрій Андронов Герман Скуригін Семен Ловкін Степан Юдін                             | КНР Юй Чаохун А Латангадасу Цуй Чжиде Сін Шуцай Чжао Ченлян                                  | Іспанія Хесус Анхель Гарсія Сантьяго Перес Маріо Авельянеда Франсіско Пінардо Мікель Одріосола       |
| 2006 | Іспанія Мікель Одріосола Хесус Анхель Гарсія Хосе Алехандро Камбіль Хорхе Ігнасіо Сільва Маріо Авельянеда | Польща Роман Магдзярчик Каміль Калька Рафал Федачинський Міхал Ярош                          | КНР Чжао Ченлян Юй Чаохун Си Тяньфен Сін Шуцай А Латангадасу                                         |
| 2008 | Італія Алекс Швацер Марко де Лука Дієго Кефанья Даріо Прівітера Маттео Джуппоні                           | Мексика Орасіо Нава Маріо Іван Флорес Хесус Санчес Данієль Гарсія Омар Сепеда                | Іспанія Мікель Одріосола Хосе Алехандро Камбіль Хесус Анхель Гарсія Сантьяго Перес Франсіско Пінардо |
| 2010 | КНР Си Тяньфен Лі Лей Сюй Фагуан Ду Юньпен Гоу Сяосінь                                                    | Мексика Орасіо Нава Крістіан Бердеха Омар Сепеда Хосе Лейвер Охеда                           | Росія Сергій Сергачов Юрій Андронов Сергій Мелентьєв Іван Жбанов                                     |
| 2012 | КНР Си Тяньфен Сюй Фагуан Цуй Чжиде Лі Цзяньбо Чжао Цзяньго                                               | Україна Олексій Казанін Ігор Главан Сергій Будза Олексій Шелест Олександр Венгловський       | Мексика Орасіо Нава Хосе Лейвер Охеда Клементе Гарсія Омар Сепеда Крістіан Бердеха                   |
| 2014 | Україна Олексій Казанін Іван Банзерук Сергій Будза Ігор Сахарук Андрій Гречковський                       | КНР Чжан Лінь У Цяньлун Чжао Ці Хе Юнцян Цзян Цзе                                            | Іспанія Хесус Анхель Гарсія Франсіско Арсілья Мікель Одріосола                                       |
| 2016 | Італія Марко де Лука Теодоріко Капоразо Маттео Джуппоні Федеріко Тонтодонаті                              | Україна Ігор Главан Іван Банзерук Сергій Будза Мар'ян Закальницький Андрій Гречковський      | Іспанія Хосе Ігнасіо Діас Франсіско Арсілья Мікель Одріосола Пабло Оліва Хесус Анхель Гарсія         |
| 2018 | Японія Араї Хіроокі Кацукі Гаято Маруо Сатосі Іто Юкі                                                     | Україна Мар'ян Закальницький Іван Банзерук Валерій Літанюк Андрій Гречковський Ігор Сахарук  | Польща Рафал Аугустин Рафал Сікора Адріан Блоцький                                                   |

## Юніори
Юніорська дистанція ходьби на 10 кілометрів представлена у програмі змагань, починаючи з першості 2004 року.

### Особиста першість
| Рік  | Золото                  | Срібло                      | Бронза                   |
| ---- | ----------------------- | --------------------------- | ------------------------ |
| 2004 | Сунь Чао КНР            | Едер Санчес Мексика         | Бенхамін Санчес Іспанія  |
| 2006 | Сергій Морозов Росія    | Мігель Анхель Лопес Іспанія | Олексій Григор'єв Росія  |
| 2008 | Олексій Барцайкін Росія | Чень Дін КНР                | Денис Стрєлков Росія     |
| 2010 | Ейдер Аревало Колумбія  | Цай Цзелінь КНР             | Валерій Філіпчук Росія   |
| 2012 | Ейдер Аревало Колумбія  | Олександр Іванов Росія      | Хесус Тадео Вега Мексика |
| 2014 | Гао Венькуй КНР         | Мацунага Дайсуке Японія     | Микола Марков Росія      |
| 2016 | Чжан Цзюнь КНР          | Мануель Бермудес Іспанія    | Ноель Алі Чама Мексика   |
| 2018 | Чжан Яо КНР             | Ван Чжаочжао КНР            | Хосе Ортіс Гватемала     |

### Командна першість
| Рік  | Золото                                                     | Срібло                                                         | Бронза                                                             |
| ---- | ---------------------------------------------------------- | -------------------------------------------------------------- | ------------------------------------------------------------------ |
| 2004 | Мексика Едер Санчес Алехандро Рохас Давід Мехія            | Росія Олександр Прохоров Андрій Рузавін Володимир Канайкін     | КНР Сунь Чао Ші Юн Чжао Цзяньго                                    |
| 2006 | Росія Сергій Морозов Олексій Григор'єв Дмитро Шорін        | Білорусь Дмитро Гамзунов Денис Кравчук                         | Іспанія Мігель Анхель Лопес Абделілах Жаадар Франсіско Руїс        |
| 2008 | Росія Олексій Барцайкін Денис Стрєлков Едікт Хайбуллін     | Мексика Адріан Очоа Клементе Гарсія Ісаак Пальма               | Італія Федеріко Тонтодонаті Ріккардо Маккья Віто ді Барі           |
| 2010 | Росія Валерій Філіпчук Костянтин Кулагов Дементій Чепарьов | КНР Цай Цзелінь Цун Фудун Ню Веньбінь                          | Колумбія Ейдер Аревало Алехандер Кастаньєда Хосе Леонардо Монтанья |
| 2012 | Росія Олександр Іванов Дамір Байбіков Кирило Фролов        | Колумбія Ейдер Аревало Кенні Мартін Перес Мануель Естебан Сото | КНР Інь Цзясін Гао Венькуй Цзян Шань                               |
| 2014 | КНР Гао Венькуй Цзе Цзиньчжу Лен Сяо                       | Іспанія Дієго Гарсія Мануель Бермудес Пабло Оліва              | Австралія Натан Брілл Джессі Осборн Тайлер Джонс                   |
| 2016 | Мексика Ноедь Алі Чама Андрес Олівас                       | Перу Сесар Аугусто Родрігес Ленін Мамані                       | Японія Кавано Масатора Ямамото Рютаро Ісікава Масая                |
| 2018 | КНР Чжан Яо Ван Чжаочжао Сунь Шуай                         | Японія Сакадзакі Сьо Дзюсьо Хірото Судзукі Такумі              | Австралія Кайл Свон Деклан Тінгей Мітчелл Бейкер                   |